# Godtemplarrörelsen i Danmark
Godtemplarrörelsen i Danmark är en del av nykterhetsrörelsen i Danmark och av den internationella godtemplarrörelsen.
Den sistnämnda har sina rötter i den amerikanska Washingtonrörelsen som bildades i Baltimore 1880. Den fick snart tiotusentals, kanske hundratusentals anhängare men splittrades snart och gick i upplösning. I kölvattnet av denna bildades flera ordenssällskap som The Order of Sons of Temperance och Jerikos riddare. Dessa indelades i lokala "tempel" (lokalavdelningar) och bedrevs med en hel del hemliga ritualer och medlemsgrader, med förebild i medeltida munk- och riddarordnar. 
1845 grundades Tempel Riddare Orden (TRO) i USA. Den infördes till Danmark av Oskar Eklund som också startade tidningen Blå Bandet i Sverige och var en ledande person inom dansk och internationell godtemplarrörelse.
TRO är idag är den enda kvarvarande nykterhetsordenen i Danmark. År 2020 har den cirka 40 medlemmar.
1852 bildades Independent Order of Good Templars (IOGT). Denna rörelse spred sig snabbt i USA och Kanada och därifrån vidare till de brittiska öarna.

## Maliniter och Hickmaniter
1876 splittrades IOGT i två konkurrerande världsloger, ofta kallade hickmaniter och maliniter efter respektive stortemplare.
Därför kom rörelsen redan från början att präglas av splittring när den sedan kom till de nordiska länderna, där den kom att få sitt starkaste fäste. En rad olika godtemplarorganisationer blev följden.
Den danske sjömannen Laurits Balle var 1877 med om att bilda "Første Norske Loge No. 1" i Porsgrunn och året därpå valdes han till Høi Værdig Stor Templar när Norges Storloge for den Uafhængige Orden «Good Templars» (UOGT) bildades under överinseende av William Porter från den malinska världslogen.
I mars 1880 skickade Balle sin brorson Carl Frederik Balle till Köpenhamn för att bilda den första danska logen "Tempelherren".
Senare samma år lämnade några medlemmar Tempelherren och bildade 1881 "Logen Nordlyset Nr. 1" inom den hickmanska världslogen.
Sedan de båda logerna grundat flera efterföljare runt om i landet bildades i Köpenhamn, sommaren 1882 två konkurrerande danska storloger: Den hickmanska bildades den 25 juni med Alphonzo Andersen som Stor Templar, den malinska bildades 28 augusti med Henrik Selmer som Stor Templar.

### Templar-Ordenen
I februari 1886 lämnade tre loger den hickmanska logen och anslöt sig till Templarorden (TO) som bildats ett par år tidigare av svenskamerikanen Adolph Petersen sedan han nekats möjligheten att bilda en skandinavisk storloge inom IOGT i USA. En annan svenskamerikan, Olof Jönsson från Amerikas skandinaviska stortempel var med och organiserade de två första danska TO-templen.
Antal medlemmar och tempel ökade och den 19 september 1886 kunde Danmarks Stortempel inrättas med C F Lintner som Stortemplare.
1914 hade TO 2690 medlemmar. Ordenstidning var Templar-Bladet, som från 1907 under ett antal år utkom varje vecka.

## IOGT
1887 enades IOGT både internationellt och nationellt. Vid samgåendet i en gemensam dansk storloge hade den hickmanska storlogen 44 loger med 1533 medlemmar och den malinska 108 loger med 4265 medlemmar.
Sitt största medlemstal hade IOGT 1910: 8766 medlemmar fördelade på 199 loger. Därefter dalade medlemsantalet. I likhet med svenska IOGT-NTO moderniserades man och avskaffade ordensformen men till slut samlade man färre än hundra medlemmar i Danmark och gick i konkurs vid årsskiftet 2017/18.

## DTO
Redan 1888 drabbades det samlade danska IOGT av sitt första avhopp. Ett antal medlemmar i Århus bildade "Dansk Templar Orden" med två loger i staden, Nr. 1 St. Oluf och Nr. 2 Sct. Knud. DTO var dock bara verksam i fem år och ska ej  förväxlas med den orden med samma namn som 1906 bildades av avhoppare från TO.

## Danmarks Nationalloge
Spänningarna mellan tidigare maliniter och hickmaniter kvarstod också inom IOGT i Norden. De hickmanska logerna som före samgåendet hade varit organiserade i en "Skandinaviens ädla storloge" var ofta mer religiöst orienterade. 
1888 lovade IOGT:s nye världsledare William Turnbull de svenska hickmaniterna att få bilda en ny svensk storloge vid sidan av den nybildade, gemensamma.
Men efter protester från majoriteten inom svenska IOGT drog han snart tillbaka tillståndsbeviset för ”Sveriges yngre storloge”. De missnöjda bildade då "Sveriges nationalloge av IOGT" (senare kallad NGTO) med efterföljare i både Danmark och Norge. Den 4 augusti 1889 bildades i Köpenhamn den första danska logen, "Menneskevennen" av en distriktsdeputerad från Malmö. Flera loger bildades med grader och ritualer hämtade från den tidigare hickmanska storlogen och den 14 december 1889 bildades "Danmarks Nationalloge af IOGT" med brevbäraren L P Olsen som ledare.  

### DUGTO
Snart uppstod dock spänningar även inom Nationallogen. En grupp missnöjda hoppade av och bildade 12 juli 1891 "Den uafhængige Good-Templar-Orden" i Fredericia. 
Efter en tids framgång tappade denna orden dock mark. Den sista logen, "Hjemmets Fred" i Korsör anslöt sig 1916 till DGTO.

### DGTO
1893 gick DTO upp i Danmarks Nationalloge av IOGT - ett samgående som dock skapade stor missämja. Många äldre medlemmar ansåg att nykomlingarna tog för stor plats och kom att prägla organisationen alltför mycket. Vid ett extra nationallogemöte i Århus den 22 oktober samma år lämnade de missnöjda orden och bildade en ny storloge: "Danmarks Good-Templar Orden" med P J Mundberg som Stortemplar. Denne kom senare också att bli redaktör för ordenstidningen "Familie-Vennen". 
Flera loger bildades runt om i landet och 1908 hade DGTO 67 loger med omkring 3000 medlemmar.
Vid årsmötet i Silkeborg 1924 skakades DGTO av personstrider. Ett antal medlemmar hoppade av och andra uteslöts. Dessa bildade en ny orden "DGTO af 1924", som fyra år senare hade över 800 medlemmar i 18 loger. 1930 gick man ihop med Dansk Templar Orden (som 1917 haft 38 tempel och 1511 medlemmar) och bildade De Forenede Afholdsordener (DFAO). DFAO:s tidning hette "Afholdsvennen".

### Bornhomslogen
1894 skedde ytterligare avhopp från Nationallogen. Logerna på Bornholm bildade en fristående orden: "Danmarks Nationalloge for Bornholm af IOGT" som var verksam till 1922. 

### DNGO
En svårt sargad nationalloge fick använda de följande åren på att återuppbygga upp rörelsen praktiskt taget från grunden. Inte nog med alla avhopp. Samarbetet med de nordiska systerordnarna hade också upphört och de tvingades alla tre slopa förkortningen IOGT ur namnet. Danskarna var sist ut med detta 1906 och kallade sig därefter för "Danmarks Nationale Goodtemplar Orden" (DNGO). Organisationen nådde sin medlemsmässiga topp 1917 med 3131 medlemmar.
Man hade barnloger och så småningom också ungdomsloger. Storlogens tidning hette först "National Good-Templar" och från 1913 "Lysglimtet". Fram till 1934 utkom den varje vecka.

## NIOGT
Den allvarligaste splittringen inom IOGT i Danmark hade att göra med nykterhetskravet. Tidigt uppstod oenighet i rörelsen huruvida det skulle vara tillåtet för medlemmar att dricka svagdricka och liknande alkoholsvaga ölsorter. Saken ställdes på sin spets när Danmark 1891 fick sin första lagstiftning om ölskatter. Vid storlogemötet i Kolding året därpå beslutade en majoritet av ombuden att tillåta överjästa alkoholdrycker som var så alkoholsvaga att de inte omfattades av den ny ölbeskattningen. Då IOGT:s världsorganisation vägrade att godkänna detta tvingades majoriteten bilda en ny orden: Nordisk Independent Order of Good Templars (IOGT) med Henrik Nicolaj Larsen som Stortemplar. 146 Loger med 4500 medlemmar gick över till NIOGT, 1930 medlemmar stannade i IOGT.
NIOGT:s Ungdomsforbund kom också att bli det största inom dansk nykterhetsrörelse.
Rörelsens tidning hette "Nordisk Good-Templar". 
NIOGT hade sin största anslutning 1913 med 24 674 medlemmar.
1902 grundades en färöisk gren av NIOGT som tidvis hade över tusen medlemmar.

## Enhetssträvanden
Den 6 december 1925 samlade den kände nykterhetsagitatorn Lars Larsen-Ledet representanter för olika nykterhetsordnar för att dryfta ett samgående.
Idén fick inte tillräckligt stöd vare sig då eller senare trots att frågan aktualiserats flera gånger under åren. Istället har de flesta godtemplarorganisationer i Danmark idag upplösts.
På 1930-talet inrättades dock ett Ordensselskabernes Fællesudvalg som bland annat förgäves föreslog att man skulle ha en gemensam tidning.